# Hévízkáránd
Hévízkáránd (Cărand) település Romániában, a Partiumban, Arad megyében.

## Fekvése
A Béli-hegység nyugati lejtője alatt, Borosjenőtől keletre, Kertes, Nermegy és Bélmárkaszék közt fekvő település.

## Története
Nevét 1429-ben említette először oklevél Karandrewe néven.
1692ben Karand-Toplicza, 1808-ban Káránd (Toplicza-) néven írták.
1851-ben Fényes Elek Magyarország történeti földrajzában írta a településről: "...hegyes vidéken, a váradi deák püspök uradalmában: 389 óhitű lakossal, s anyaegytemplommal. Van itt 538 n. szántóföld s rét mind úrbériség és 2678 hold majorsági erdő...Közel a faluhoz van egy meleg forrás, melynek víze vasas, szabadon lévén fürdésre nem alkalmaztatik, hanem lent és kendert áztatnak benne."
1910-ben 826 lakosából 13 magyar, 789 román volt. Ebből 9 római katolikus, 811 görögkeleti ortodox volt.
A trianoni békeszerződés előtt Bihar vármegye Béli járásához tartozott.

## Nevezetességek
- Határában vastartalmú melegvízforrás fakad.

## Hivatkozások

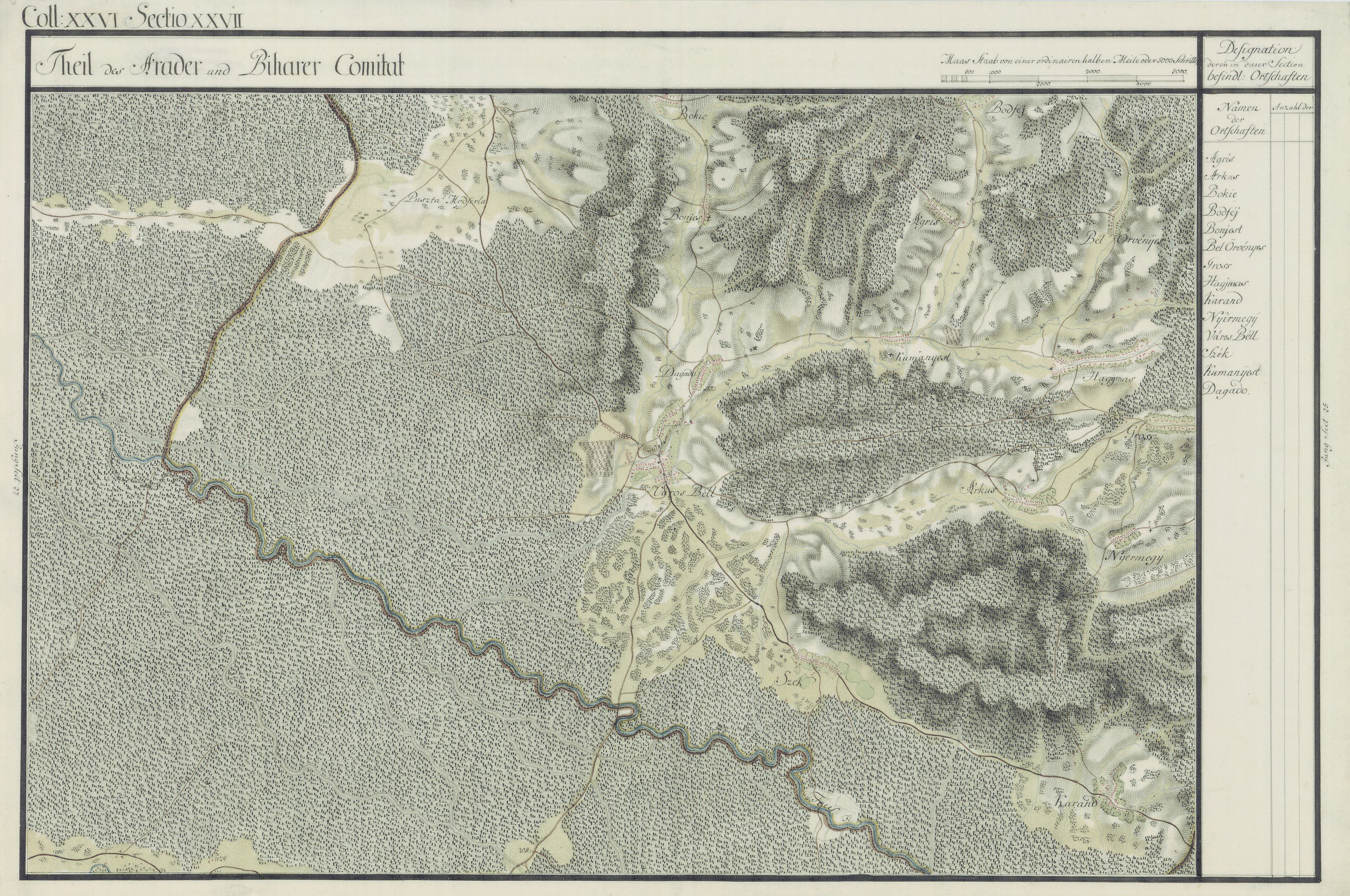
Hévízkárád (Kárád) egy régi térképen